# Power de Portland
Pour les articles homonymes, voir Power.
 (décembre 2023).
Si vous disposez d'ouvrages ou d'articles de référence ou si vous connaissez des sites web de qualité traitant du thème abordé ici, merci de compléter l'article en donnant les références utiles à sa vérifiabilité et en les liant à la section « Notes et références ».
Le Power de Portland (en anglais : Portland Power) était un club franchisé de américain de basket-ball féminin. La franchise, basée à Portland, a appartenu à la American Basketball League et a disparu en même temps que la ligue le 22 décembre 1998.

## Palmarès
néant

## Entraîneurs successifs
- 1996-1997 :  Greg Bruce
- 1997-1998 :  Lin Dunn

## Joueuses célèbres ou marquantes
- DeLisha Milton